# EnerJew
EnerJew es un movimiento juvenil judío que fue fundado en 2013. Este movimiento está activo en los países de la Comunidad de Estados Independientes, sus actividades tienen como finalidad el crear un vínculo profundo entre los adolescentes judíos y su herencia cultural. EnerJew ha crecido a un ritmo considerable y en el año 2015 contaba con 1.800 miembros adolescentes de entre 13 y 18 años, en 25 ciudades de diversos países de la región. EnerJew pretende que los jóvenes pasen a ser una parte activa e integral de la comunidad judía. EnerJew desarrolla actividades para los jóvenes y promueve la práctica del judaísmo, para que estos gradualmente se integren en el seno de la comunidad. EnerJew proporciona a los jóvenes los conocimientos necesarios y las habilidades, para formar a los futuros líderes de las comunidades. El movimiento se concentra en tres áreas clave: conexión, continuidad e iniciativa.